# تلفزيون الشعب

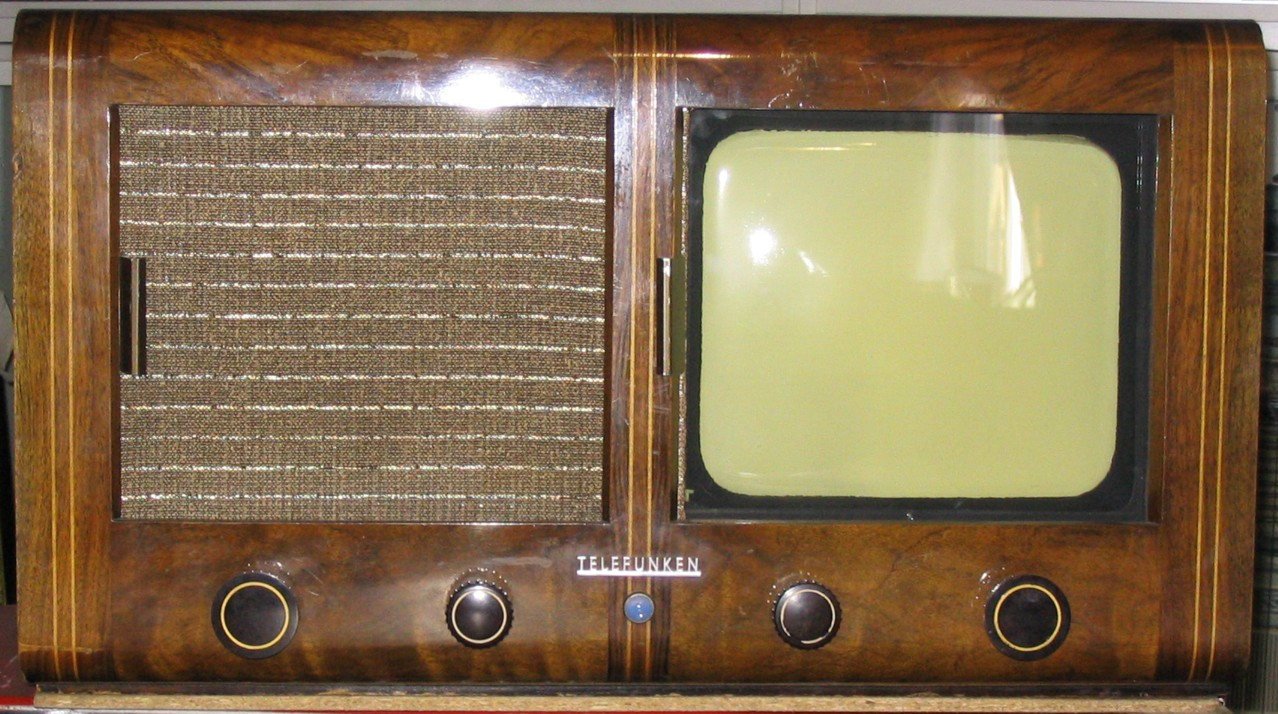
مستقبل التلفزيون E1 (1939)

في أغسطس 1939، قدمت ألمانيا النازية Einheits-Fernseh-Empfänger E1 (أي وحدة استقبال التلفزيون الوحدوي E1)، والتي يسمى أيضًا Volksfernseher (أي تلفزيون الشعب)، 441 خطًا، 50 إطارًا متشابكًا في الثانية من نظام التلفزيون. قُدم التلفزيون للجمهور في معرض إيفا برلين السادس عشر في برلين.
بدأ المشروع في عام 1938، بربط رايشبوست والعديد من الشركات، بما في ذلك بوش وBlaupunkt وLoewe وLorenz وTeKaDe وTelefunken. كان الهدف هو إنتاج 10000 وحدة، ولكن بداية الحرب العالمية الثانية تسببت في تثبيت حوالي 50 جهازًا فقط في المستشفيات العسكرية والإدارات الحكومية المختلفة. تم تدمير الإرسال في برلين من قبل قصف الحلفاء في نوفمبر 1943.
مثل التلفزيونات البريطانية في ذلك العصر، يمكن لـ Einheitsempfänger استقبال قناة واحدة فقط مع ضبط ترددها مسبقًا في المصنع لتقليل تكاليف البناء.